# Identitat de gènere
|  | No s'ha de confondre amb Identitat sexual, Orientació sexual, o Expressió de gènere. |

La identitat de gènere és la percepció que una persona té sobre el seu propi gènere a partir del sistema de categorització de la societat. En la majoria de societats hi ha una divisió bàsica de gènere binària entre homes i dones, però en algunes tenen també un tercer gènere o més. Generalment, aquest es pot classificar en home, dona, gènere fluid o no-binari. Es pot correspondre amb el gènere assignat en néixer o en pot diferir. En el primer cas, es parla de persones cisgènere, mentre que el segon és el cas de les persones trans.
Totes les societats tenen un sistema de categorització de gèneres, que és la base de la formació de la identitat social d'una persona en relació amb altres membres de la societat. En la majoria de societats, hi ha una divisió bàsica entre els atributs assignats a homes i a dones, un binarisme de gènere al qual la majoria de la població s'adhereix i que inclou certes expectatives sobre la masculinitat i la feminitat en tots els aspectes del sexe i el gènere: sexe, identitat de gènere i expressió de gènere. Algunes persones no s'identifiquen amb alguns o amb cap dels aspectes considerats propis del seu sexe; en aquest cas es poden anomenar transgènere o no-binàries. Algunes societats també tenen categories per a un tercer gènere.
La identitat de gènere es forma, per norma general, al voltant dels tres anys. Un cop passada aquesta edat, és molt difícil de canviar; i si s'intenta fer pot aparèixer disfòria de gènere. S'ha proposat que tant factors biològics com socials influeixen en la seva formació.
No s'ha de confondre amb identitat sexual (la percepció que la persona té d’ella mateixa quant a la seva sexualitat) ni amb orientació sexual (la inclinació sexual envers les persones d’un sexe o gènere determinats).

## Edat de formació
L'estudi d'aquest tema és complex, perquè la manca de llenguatge en els infants sovint força els investigadors a recórrer suposicions. Tot i així, hi ha diverses teories sobre com i quan es forma la identitat de gènere. John Money va suggerir que els infants començaven a ser conscients del gènere i donar-li importància dels divuit mesos als dos anys; Lawrence Kohlberg afirma que la identitat de gènere no es forma fins als tres anys, una teoria àmpliament acceptada. En aquest moment, els infants tenen la capacitat de fer afirmacions fermes sobre els gènere i tendeixen a triar activitats i joguines que es consideren apropiades pel seu gènere (com nines per les nenes i eines pels nens), tot i que sense comprendre totalment les implicacions que això té. Passats els tres anys, la identitat de gènere és molt difícil de canviar, i els intents de canviar-la poden resultar en disfòria de gènere. La identitat de gènere continua formant-se fins que l'infant arriba a la joventut.
Martin i Ruble conceptualitzen aquest procés de desenvolupament en tres etapes:
1. Els nadons i infants aprenen una sèrie de característiques determinades, que són aspectes socialitzats del gènere.
2. Entre els cinc i set anys, la identitat es consolida i esdevé rígida.
3. Després d'aquest "pic de rigidesa", la fluïdesa retorna i els rols de gènere definits socialment es relaxen una mica.

Barbara Newmann ho divideix en quatre parts:
1. Comprensió del concepte de gènere.
2. Aprenentatge dels rols de gènere, dels estàndards i els estereotips.
3. Identificació amb els pares.
4. Formació d'una preferència de gènere.

## Factors que influeixen en la formació

### Innata o adquirida
Tot i que la formació de la identitat de gènere no es comprèn del tot, s'han proposat molts factors que influeixen en el seu desenvolupament. Destaca el debat psicològic de fins a quin punt està determinada per factors socials i de l'entorn o per factors innats i biològics. La teoria més acceptada defensa que ambdós factors hi tenen un paper important.
D'una banda, els factors biològics que influeixen la identitat de gènere inclouen els nivells hormonals d'abans i després del naixement. Si bé la genètica també influeix la identitat de gènere, no la determina de manera inflexible.
D'altra banda, els factors socials es basen en les idees sobre els rols de gènere que expressen la família, les figures d'autoritat, els mitjans de comunicació i altres persones influents en la vida d'un infant. Quan són educats per persones que segueixen estrictament els rols de gènere típics, estan més predisposats a actuar de la mateixa manera, adherint-se al comportament estereotípic del seu gènere. El llenguatge també hi té el seu paper: els infants, mentre adquireixen una llengua, aprenen a separar característiques masculines i femenines i, de manera inconscient, adapten el seu comportament a aquests rols predeterminats. La teoria de l'aprenentatge social defensa que els infants desenvolupen encara més la seva identitat de gènere observant i imitant comportaments lligats al gènere, i després sent castigats o premiats per comportar-se d'aquesta manera.
El psicòleg John Money va ser una figura clau en les primeres investigacions sobre la identitat de gènere, i va crear aquest terme "per descriure el sentiment intern d'una persona en veure's home o dona." No estava d'acord amb la línia de pensament anterior, que defensava que el gènere estava determinat només per factors biològics. Ell afirmava que els infants neixen com un full en blanc i que els pares poden decidir el gènere dels seus fills. En la seva opinió, si uns pares eduquessin el seu fill com si fos del sexe oposat, l'infant creuria que havien nascut en aquell sexe i actuaria en conseqüència. Segons deia, l'educació tenia més pes que els factors biològics.
Un exemple conegut sobre aquest debat és el cas de David Reimer. De petit, Reimer va passar per una circumcisió fallida i com a resultat va perdre els seus genitals masculins. John Money va convèncer els seus pares perquè l'eduquessin com una nena. Reimer va créixer com una nena, vestint-se amb roba femenina i envoltat de joguines típicament femenines, però ell no es veia a ell mateix com una nena. Després d'intentar suïcidar-se als 13 anys, van explicar-li que havia nascut amb genitals masculins i va operar-se per reconstruir-los. Aquesta reacció contradeia la hipòtesi de Money que la biologia no té res a veure amb la identitat de gènere.
Tot i així, la majoria encara no s'atrevia a contradir la teoria de Money. Milton Diamond, un científic, va ser un dels pocs que va mostrar obertament el seu desacord amb els seus arguments. Diamond havia col·laborat en una investigació utilitzant rates embarassades i havia conclòs que les hormones tenien un paper molt important en el comportament dels diferents sexes. Els investigadors injectaven testosterona a la rata embarassada perquè passés a la sang de la cria. Les femelles que naixien tenien genitals que semblaven masculins. També es comportaven com a rates mascle i fins i tot intentaven copular amb altres rates femella, provant que la biologia té una gran importància en el comportament animal.

### Factors biològics
Hi ha diversos factors biològics anteriors al naixement, incloent els gens i les hormones, que poden afectar la identitat de gènere. La teoria bioquímica de la identitat de gènere suggereix que les persones adquireixen les seves identitats de gènere mitjançant aquests factors, i no la socialització.
Les influències hormonals també són complexes. Les hormones que determinen el sexe es produeixen al principi del desenvolupament del fetus, i si s'alteren els nivells hormonals prenatals, la progressió fenotípica també podria resultar alterada. En aquest cas, la predisposició natural del cervell cap un sexe podria no concordar amb la genètica del fetus o els seus òrgans sexuals externs.
Les hormones podrien afectar les diferències entre les habilitats espacials, la memòria i l'agressivitat en els homes i les dones; l'exposició prenatal a les hormones afecta la manera com més tard l'hipotàlem regula la segregació hormonal, ja que "les hormones sexuals femenines normalment segueixen un cicle mensual, mentre que les masculines no segueixen cap patró."

### Persones intersexuals
Un estudi de la recerca feta entre els anys 1955 i 2000 suggereix que més d'un de cada cent individuals té alguna característica intersexual. Un animal o humà és intersexual quan posseeix qualsevol de les diverses variacions en els caràcters sexuals, incloent cromosomes, gònades, hormones sexuals o genitals que, segons l'Oficina de l'Alt Comissariat per als Drets Humans de l'ONU, "no s'adiuen a les típiques nocions binàries de cossos masculins o femenins." Una variació intersexual podria complicar inicialment l'assignació en un sexe, i en un futur aquesta assignació podria no concordar amb la identitat de gènere de l'infant. Reforçar l'assignació d'un sexe per mitjans quirúrgics o hormonals es pot considerar una violació dels drets de la persona en qüestió.
Un estudi de 2005 sobre la identitat de gènere en persones amb síndrome de Swyer que havien estat criades com a dones i que tenien agènesi gonadal, extròfia cloacal de la bufeta o ablació del penis va concloure que el 78% de les persones estudiades vivien com a dones, mentre que el 22% havia decidit iniciar una reassignació de gènere cap al masculí de manera que s'alineés amb el seu sexe genètic. L'estudi conclou: "Els resultats indiquen clarament un increment en el risc que el pacient iniciï una reassignació al gènere masculí després de l'assignació femenina en la infància, però alhora són incompatibles amb la noció d'una determinació plena de la identitat de gènere per part dels androgens prenatals."
Una revisió clínica del 2012 va concloure que entre el 8,5% i 20% de persones amb variacions intersexuals tenien disfòria de gènere. Una investigació sociològica a Austràlia, un país que disposa d'una tercera classificació de sexe, 'X', mostra que un 19% de les persones nascudes amb característiques sexuals atípiques van seleccionar una "X" o l'opció "altre"; el 52% van escollir "dona", el 23% "home" i el 6% "no n'estic segur". En néixer, s'havia assignat el gènere femení al 52% de participants i el masculí al 41%.
Un estudi de Reiner i Gearhart explica què pot passar quan s'assigna el gènere femení a nens i se'ls educa com a noies, segons la 'política del gènere òptim' desenvolupada per John Money: en una mostra de catorze nens, vuit d'ells s'identificaven com a nens entre els cinc i dotze anys, i tots els estudiats presentaven algunes actituds i interessos típicament masculins, cosa que dona suport a l'argument que les variables genètiques afecten la identitat de gènere i el comportament independentment de la socialització.

### Possibles causes biològiques
Alguns estudis han investigat si hi ha o no una relació entre les variables biològiques i la identitat transgènere o transsexual. Diversos estudis han demostrat que les estructures cerebrals sexualment dismòrfiques en les persones transgènere són diferents a les que s'associen amb el seu sexe de naixement i s'assemblen al que s'associa al sexe amb el qual s'identifiquen. També s'han trobat diferències estructurals similars entre homes gai i heterosexuals, i entre dones lesbianes i heterosexuals. Un altre estudi suggereix que la transsexualitat podria tenir un component genètic.
Les investigacions suggereixen que les mateixes hormones que promouen la diferenciació dels òrgans sexuals abans del naixement també influeixen la pubertat i el desenvolupament de la identitat de gènere. Diferents quantitats d'hormones masculines o femenines poden resultar en un comportament o en uns genitals externs que no es corresponen amb els que dicta la norma pel seu sexe assignat en néixer, i en una persona actuant i tenint l'aspecte del gènere amb el qual s'identifiquen.

### Factors socials i de l'entorn
L'any 1955, John Money va proposar que la identitat de gènere era mal·leable i quedava determinada segons si l'infant era educat com un noi o una noia a l'inici de la infància. La hipòtesi de Money s'ha descartat, però els estudis sobre els efectes dels factors socials sobre la formació de la identitat de gènere continuen. Durant els anys 60 i 70, es va proposar que alguns factors com l'absència del pare o que la mare desitgés tenir una filla podrien influir; algunes teories més recents, com la que suggereix que la psicopatologia dels pares podria influir parcialment la formació de la identitat de gènere, han rebut molt poques proves empíriques, i un article de 2004 va fer notar que "manquen proves sòlides sobre la importància dels factors socials posteriors al naixement." Un estudi de 2008 va concloure que els pares d'infants amb disfòria de gènere no mostraven símptomes de problemes psicopatològics més enllà d'una depressió lleugera en les mares.
S'ha proposat que l'actitud dels pares de l'infant podria afectar-ne la identitat de gènere, tot i que les proves que hi ha són mínimes.

#### Establiment patern dels rols de gènere
Els pares que no recolzen la no-conformitat de gènere tendeixen a tenir fills amb una visió més estricta i ferma sobre la identitat i els rols de gènere. Els estudis recents suggereixen una tendència cap a les identitats i rols de gènere menys ben definits. Per exemple, alguns estudis han trobat que hi ha pares que cada vegada més consideren neutrals la cuina i, en alguns casos, les nines, en comptes d'exclusivament femenines. Tanmateix, Emily Kane va adonar-se que molts pares encara mostren respostes negatives cap a objectes, activitats o atributs que es consideraven femenins, com habilitats domèstiques, educació i empatia. La investigació ha indicat que molts pares intenten definir el gènere pels seus fills d'una manera que els distancia de la feminitat.
Molts pares es formen expectatives sobre el gènere dels seus fills abans que neixin, després de determinar el sexe de l'infant a través de tecnologies com els ultrasons. Així, el fill arriba amb un nom, jocs i fins i tot ambicions influïdes per un gènere. Un cop s'ha determinat el sexe de l'infant, la majoria són educats segons un model masculí o femení definit, en part, pels pares.
En considerar la classe social dels pares, les famílies de classe baixa solen defensar rols de gènere tradicionals, en els quals el pare treballa i la mare, que treballaria només per necessitats econòmiques, té cura de la casa. Tanmateix, les parelles de classe mitjana treballadores normalment negocien la divisió de la feina i de la cura de la casa seguint una ideologia més igualitària. Aquestes visions diferents sobre el gènere per part dels pares poden canviar la comprensió que l'infant té sobre el gènere, així com el desenvolupament del seu gènere.
En un estudi dirigit per Hillary Halpern es va provar que els comportaments dels pares, més que les seves creences, eren més influents a l'hora de predir l'actitud del fill cap al gènere. Es va concloure que el comportament de la mare era especialment influent en les assumpcions de l'infant sobre el seu propi gènere. Per exemple, les mares amb comportaments més tradicionals al voltant dels seus fills provocaven que el fill mostrés menys estereotips masculins mentre que la filla sí que mostrava més estereotips femenins. No es va trobar cap correlació entre el comportament del pare i els estereotips seguits pels seus fills. Tot i això, sí que es va concloure que els pares que creien en la igualtat de gènere tenien fills, especialment nois, que mostraven menys prejudicis sobre el seu gènere oposat.

## Disconformitat de gènere

Infografia sobre la diversitat sexual.

La identitat de gènere pot portar a problemes de seguretat en les persones que no encaixen al model binari. En alguns casos, la identitat de gènere d'algú és inconsistent amb les característiques sexuals biològiques (genitals i caràcters sexuals secundaris), cosa que resulta en persones que es vesteixen o es comporten d'una manera que es percep com a fora de les normes culturals sobre el gènere. Aquestes expressions del gènere es poden descriure com a transgènere o no-binari, i les persones que tenen aquestes expressions a vegades tenen disfòria de gènere.
En les dècades més recents els procediments quirúrgics per reassignar el sexe s'han fet més assequibles. Algunes persones amb disfòria de gènere volen aquest tipus d'intervenció mèdica per fer que el seu sexe fisiològic concordi amb la seva identitat de gènere; d'altres mantenen els genitals amb els quals van néixer però adopten un rol de gènere consistent amb la seva identitat.

## Història i definicions

### Definicions
El terme identitat de gènere va ser utilitzat per primera vegada amb el seu significat actual (l'experiència personal del propi gènere) durant la dècada dels anys 60. Actualment es continua utilitzant amb el mateix sentit gairebé sempre, tot i que alguns acadèmics també l'utilitzen per referir-se a la identitat sexual o a les orientacions sexuals gay, lesbiana i bisexual.

### Primers estudis mèdics
Els estudis mèdics de finals del segle xix anomenaven les dones que no seguien els rols de gènere "invertides", i les descrivien dient que els interessava el coneixement i l'aprenentatge, i que en canvi els "desagradava cosir, a vegades fins i tot mostrant-s'hi incapaces". A mitjans de la primera dècada del segle xx, els metges insistien en sotmetre a una teràpia correctiva aquestes dones i nenes, cosa que significava que els comportaments que no encaixaven amb les expectacions socials es castigaven i es canviaven. L'objectiu d'aquesta teràpia era tornar els infants als seus rols de gènere "correctes" i, en conseqüència, reduir el nombre d'infants que esdevenien transgènere.

### Teories de Freud i Jung
L'any 1905, Sigmund Freud va presentar la seva teoria del desenvolupament psicosexual a Tres assaigs sobre la teoria de la sexualitat, aportant proves que demostraven que en la fase pregenital els infants no distingeixen entre sexes, sinó que assumeixen que els pares tenen els mateixos genitals i la mateixa capacitat reproductiva. En aquesta base, raonava que la bisexualitat era l'orientació sexual original i que l'heterosexualitat era el resultat de la repressió durant la fase fàl·lica, a partir de la qual es podia distingir la identitat de gènere. Segons Freud, durant aquesta fase els infants desenvolupaven un complex d'Èdip a causa del qual tenien fantasies sexuals amb el progenitor del gènere contrari i sentien odi cap al del seu mateix gènere, i que aquest odi es transformava en una transferència (inconscient) i una identificació (conscient) amb el progenitor odiat, que tant exemplificava un model per calmar els impulsos sexuals com amenaçava d'eliminar la capacitat de l'infant per calmar aquests mateixos impulsos. El 1913, Carl Jung va proposar el complex d'Electra perquè creia que la bisexualitat no es trobava a l'inici de la vida psíquica, i que Freud no donava una descripció adequada de les nenes (Freud va rebutjar aquesta observació).

### Anys 50 i 60
Durant els anys 50 i 60, els psicòlegs van començar a estudiar el desenvolupament del gènere en infants petits, parcialment per entendre els orígens de l'homosexualitat (que en aquell moment es veia com un trastorn mental). El 1958, es va establir el Projecte de Recerca sobra la Identitat de Gènere al Centre Mèdic UCLA per estudiar les persones intersexuals i transsexuals. El psicoanalista Robert Stoller va generalitzar moltes de les troballes del projecte al seu llibre Sexe i gènere: sobre el desenvolupament de la masculinitat i la femininitat (1968). També se'l considera la persona que va introduir el terme identitat de gènere al Congrés Internacional de Psicoànalisi a Estocolm el 1963. John Money també va ser instrumental en el desenvolupament de les primeres teories sobre la identitat de gènere. La seva feina a la Clínica de la Identitat de Gènere del Col·legi mèdic de Hopkins (fundat el 1965) va popularitzar una teoria interaccionista sobra la identitat de gènere, suggerint que, fins a una certa edat, la identitat de gènere és relativament fluida i subjecte a una negociació constant. El seu llibre Home i dona, noi i noia (1972) va esdevenir un llibre de text universitari molt utilitzat, tot i que des de llavors gran part de les seves idees han estat posades en dubte.

### La visió de Butler
A finals dels anys 80, Judith Butler va començar a fer conferències regulars sobre la identitat de gènere, i l'any 1990 va publicar El problema del gènere: feminisme i la subversió de la identitat, introduint el concepte de la "performativitat del gènere" i defensant que tant el sexe com el gènere són artificials.

## Opinions actuals

### Àmbit mèdic
A 2018, hi ha diverses visions i noves discrepàncies sobre la millor manera de gestionar les identitats que no s'adiuen al model social binari. Els metges, i també un nombre cada vegada més gran de pares, generalment ja no recolzen o creuen en la idea de la teràpia de conversió, que ara ha quedat desacreditada i es considera no ètica i inefectiva.
A Espanya, la teràpia de conversió no és il·legal a nivell estatal, tot i que algunes comunitat autònomes sí que han elaborat una llei per prohibir-la, per exemple la de Madrid. A Catalunya, la llei 11/2014 prohibeix tractar les persones transgènere com a patologia i estableix que sempre s'haurien de tractar respectuosament i mai utilitzant teràpies aversives (un tipus de teràpia de conversió). Tanmateix, aquesta prohibició només pren efecte sobre les institucions mèdiques. En la mateixa línia, les Corts Valencianes van aprovar també una llei prohibint aquest tipus de teràpia l'any 2018, encara que en aquest cas inclouen les teràpies de conversió en general i no es limita a la sanitat pública.
D'una banda, encara hi ha molts clínics que continuen creient que hi hauria d'haver intervencions pels infants que no es conformen amb el seu gènere. Creuen que les joguines estereotípiques d'un gènere animaran els infants a comportar-se en el seus rols de gènere tradicionals.
Les persones que s'identifiquen com a transsexuals a vegades volen operar-se per alterar els seus caràcters sexuals primaris, secundaris o tots dos, perquè creuen que estaran més còmodes amb uns genitals diferents. Això podria significar la remoció del penis, testicles o pits, o la reconstrucció del penis, vagina o pits. En el passat, les operacions de reassignació de sexe es duien a terme amb infants nascuts amb genitals ambigus, però l'opinió mèdica actual s'oposa a aquest procediment, ja que molts adults han acabat no estant d'acord amb les decisions que es van prendre per ells en néixer. Avui en dia, l'operació de reassignació de sexe només es fa a les persones que volen tenir aquest canvi perquè el seu sexe anatòmic s'adigui amb la seva identitat de gènere.

### Disfòria de gènere
La disfòria de gènere és la incongruència entre el gènere assignat en néixer d'una persona i el gènere amb el qual aquesta persona s'identifica. El DSM-5, publicat el 2013, considera que els símptomes en infants són diferents dels que es poden observar en adolescents o adults, però en general es poden resumir en el desig de ser tractat com a membre d'un altre gènere i la voluntat de comportar-se d'una manera típicament associada a un altre gènere.identitats de gènere no-binàries
Algunes persones i societats no consideren que el gènere sigui binari. Aquelles persones que no s'identifiquen amb el model del binarisme de gènere es poden considerar no-binaris o genderqueer. Algunes cultures també tenen rols de gènere específics que són diferents dels homes i les dones; sovint s'anomenen genèricament tercer gènere.

### Fa'afafine
En algunes societats de la Polinèsia, fa'afafine és un tercer gènere. Els fa'afafine tenen anatomia masculina, però es vesteixen i comporten d'una manera considerada típicament femenina. Segons Tamasailau Sua'ali'i, sovint els fa'afafine de Samoa no poden reproduir-se. S'accepten com un gènere natural, i no són ni menyspreats ni discriminats. Els fa'afafine també reforcen la seva feminitat amb el fet que només senten atracció i reben atenció sexual per part d'homes heterosexuals. Generalment, s'identifiquen a causa de les seves preferències laborals, ja que normalment duen a terme tasques casolanes típicament femenines. El primer ministre de Samoa és patrocinador de l'Associació de Fa'afafine de Samoa. Traduït literalment, fa'afafine significa "femeninament."

### Hijras
En algunes cultures d'Àsia, hijra és un terme utilitzat per descriure persones que no es consideren ni homes ni dones. La majoria tenen una anatomia masculina o intersexual, però alguns també tenen anatomia femenina. Els hijra formen un tercer gènere, tot i que no gaudeixen de la mateixa acceptació i respecte que els homes i dones de les seves cultures. Es poden comparar amb els transvestits o drag queens de les cultures occidentals contemporànies.

### Khanith
Khanith és un tercer gènere acceptat a Oman. Són generalment prostituts homosexuals que es vesteixen masculinament, amb colors pastel (en comptes de blanc, el típic dels homes), però tenen maneres femenines. Poden barrejar-se amb dones, i sovint ho fan en casaments o altres esdeveniments formals. Igual que els homes de la seva societat, els khaniths poden casar-se amb dones consumar el matrimoni. En cas de divorci o mort, tornen al seu estat de kanith al següent casament.

### Identitats dos-esperits
Molts pobles indígenes d'Amèrica del Nord tenien més de dos rols de gènere. Aquells que formen part de les categories de gènere addicionals, és a dir, excepte homes i dones cisgènere, actualment s'acostumen a anomenar col·lectivament "dos-esperits" (two-spirits en anglès). També hi ha gent que prefereix utilitzar una de les paraules específiques de la seva cultura, en comptes d'aquesta categoria més genèrica.